# Youssef Ayati
Youssef Ayati (arab. يوسف العياطي, ur. 24 listopada 1984) – marokański piłkarz, grający na pozycji środkowego pomocnika. Od 1 lipca 2017 roku pozostaje bez klubu.

## Kariera klubowa

### Początki (–2011)
Zaczynał karierę w Difaâ El Jadida, skąd 1 sierpnia 2010 roku przeniósł się do Chababu Rif Al Hoceima.

### Maghreb Fez (2011–2014)
1 lipca 2011 roku trafił do Maghrebu Fez. W tym zespole zadebiutował 20 sierpnia w meczu przeciwko Hassanii Agadir, wygranym 2:0. Wszedł na boisko w 83. minucie, zastępując Hamzę Abourazzouka. Pierwszego gola strzelił 21 września w meczu przeciwko Rai Casablanca, zremisowanym 1:1. Do siatki trafił w 47. minucie. Pierwszą asystę zaliczył 25 września w meczu przeciwko OC Safi, wygranym 5:1. Najpierw strzelił gola w 27. minucie, a potem w 33. minucie asystował przy trafieniu Saida Hammouniego. Z tym zespołem zdobył: Afrykański Puchar Konfederacji (2x), Afrykański Super Puchar (raz) i Puchar Maroka (też raz). Łącznie w Fezie zagrał 43 mecze, strzelił 4 gole i miał 4 asysty.

### Kawkab Marrakesz (2014–2017)
30 stycznia 2014 roku trafił do Kawkabu Marrakesz. W tym zespole zadebiutował 9 lutego w meczu przeciwko AS Sale, wygranym 0:3. W debiucie strzelił gola i dwukrotnie asystował. Łącznie zagrał 72 mecze, strzelił 5 goli i zanotował 8 asyst.

### Dalsza kariera (2017–)
Od 1 lipca 2017 roku pozostaje bez klubu.